# Santa Cristina Gherdëina
Santa Cristina Ghërdeina (Duits: Sankt Christina in Gröden, Italiaans: Santa Cristina Valgardena) is een gemeente in de Italiaanse provincie Zuid-Tirol (regio Trentino-Zuid-Tirol) en telt 1787 inwoners (31-12-2004). De oppervlakte bedraagt 31,8 km², de bevolkingsdichtheid is 56 inwoners per km².
Santa Cristina ligt in het Ladinische taalgebied, in Gherdëina (Gröden): van de bevolking spreekt 91% Ladinisch, 6% Duits en 3% Italiaans.

## Geografie
De gemeente ligt op ongeveer 1428 m boven zeeniveau.
Santa Cristina grenst aan de volgende gemeenten: Campitello di Fassa (TN), Kastelruth, San Martin de Tor, Sëlva, Urtijëi, Villnöß.